# Stobiec (województwo pomorskie)
Stobiec – wieś w Polsce położona w województwie pomorskim, w powiecie nowodworskim, w gminie Stegna na obszarze Żuław Wiślanych. Przez Stobiec płynie rzeka Tuga.
W latach 1975–1998 miejscowość położona była w województwie elbląskim.